# Kenji Nagai
Pour les articles homonymes, voir Nagai (homonymie).
Kenji Nagai (長井 健司, Nagai Kenji) (27 août 1957 – 27 septembre 2007) est un photojournaliste japonais tué par balles en Birmanie pendant les événements politiques de 2007. Nagai a continué à prendre des photos après avoir été touché. Il meurt peu après des suites des blessures par balles qu'il avait reçues à la poitrine. Il fut la seule victime étrangère de la répression des manifestations populaires.
Il a été pris en photo blessé et étendu sur le sol par Adrees Latif qui a reçu le prix Pulitzer pour le cliché. 